# Diksprietspringer
De diksprietspringer (Platorchestia platensis) is een vlokreeftensoort uit de familie van de Talitridae. De wetenschappelijke naam van de soort is voor het eerst geldig gepubliceerd in 1845 door Henrik Nikolai Krøyer.